# Dave Jerden
Dave Jerden (Los Angeles, 25 de julho de 1949 – Los Angeles, 5 de fevereiro de 2025) foi um prolífico produtor musical estadunidense. A maior parte de seu trabalho foi feito com bandas de punk rock e bandas de metal.

## Discografia de produção
- 1988: Nothing's Shocking - Jane's Addiction
- 1990: Social Distortion - Social Distortion
- 1990: Ritual de lo Habitual - Jane's Addiction
- 1990: Facelift - Alice in Chains
- 1991: Circa - Mary's Danish
- 1991: Symbol of Salvation - Armored Saint
- 1991: Burning Time - Last Crack
- 1992: Somewhere Between Heaven and Hell - Social Distortion
- 1992: Sap - Alice in Chains
- 1992: Dirt - Alice in Chains
- 1992: Rattlebone (EP) - Rattlebone
- 1992: That What Is Not - Public Image Ltd.
- 1993: Independent - Sacred Reich
- 1993: Sweet Water - Sweet Water
- 1993: Sound of White Noise - Anthrax
- 1994: Love Split Love - Love Spit Love
- 1995: Driver Not Included - Orange 9mm
- 1995: Hello - Poe
- 1995: Superfriends - Sweet Water
- 1996: Mata Leao - Biohazard
- 1997: Wacko Magneto - Ednaswap
- 1997: Ixnay on the Hombre - The Offspring
- 1998: Rattlebone - Rattlebone
- 1998: Americana - The Offspring
- 1998: Darkest Days - Stabbing Westward
- 1999: Suicide - Sweet Water
- 2000: Deviant - Pitchshifter
- 2001: The Pleasure and the Greed - Big Wreck
- 2002: A Passage in Time - Authority Zero
- 2003: Before Everything & After - MxPx
- 2004: Dropbox - Dropbox
- 2013: Entitled - Richie Ramone
- 2015: Rare Breed - The Shrine

## Morte
Jerden morreu no dia 5 de fevereiro de 2025, durante um pacífico sono aos 75 anos.